# Phường 1, Vĩnh Châu
Phường 1 là một phường thuộc thị xã Vĩnh Châu, tỉnh Sóc Trăng, Việt Nam.

## Địa lý
Phường 1 nằm ở trung tâm thị xã Vĩnh Châu, có vị trí địa lý:
- Phía đông giáp Phường 2
- Phía tây giáp phường Vĩnh Phước và xã Vĩnh Hiệp
- Phía nam giáp Biển Đông
- Phía bắc giáp phường Khánh Hòa.

Phường 1 có diện tích 13,37 km², dân số năm 2022 là 19.501 người, mật độ dân số đạt 1.458 người/km².

## Hành chính
Phường 1 được chia thành 7 khóm: 1, 2, 3, 4, 5, 6, 7.

## Lịch sử
Địa bàn, Phường 1 trước đây là thị trấn Vĩnh Châu, huyện lỵ huyện Vĩnh Châu.
Ngày 16 tháng 9 năm 1989, Hội đồng Bộ trưởng ban hành Quyết định số 128-HĐBT. Lúc này, thị trấn Vĩnh Châu có 675,9 diện tích tự nhiên và 12.096 nhân khẩu.
Ngày 7 tháng 12 năm 1990, Ban Tổ chức – Cán bộ Chính phủ ban hành Quyết định số 547/TCCP về việc sáp nhập 652,11 ha diện tích tự nhiên và 1.397 nhân khẩu của xã Vĩnh Châu vào thị trấn Vĩnh Châu.
Sau khi phân vạch địa giới hành chính, thị trấn Vĩnh Châu có 1.328,01 ha diện tích tự nhiên và 13.815 nhân khẩu.
Ngày 22 tháng 4 năm 2010, Bộ Xây dựng ban hành Quyết định số 473/QĐ-BXD về việc công nhận thị trấn Vĩnh Châu là đô thị loại IV.
Ngày 25 tháng 8 năm 2011, Chính phủ ban hành Nghị quyết số 90/NQ-CP về việc:
- Thành lập thị xã Vĩnh Châu thuộc tỉnh Sóc Trăng.
- Thành lập Phường 1 thuộc thị xã Vĩnh Châu trên cơ sở toàn bộ 1.344,41 ha diện tích tự nhiên với 20.358 người của thị trấn Vĩnh Châu.